# تيران (إيران)
تيران (بالفارسية: تیران) هي مدينة تقع في إيران في البلدة المركزية. يقدر عدد سكانها بـ 15,673 نسمة .